# منارة جزر فلانان
منارة جزر فلانان هي منارة بالقرب من أعلى نقطة في إيلان مور، إحدى جزر فلانان في هبرديس الخارجية قبالة الساحل الغربي لبر إسكتلندا الرئيسي. فهي معروفة على أفضل وجه بالاختفاء الغامض لحراسها في عام 1900.

## اختفاء الطاقم عام 1900

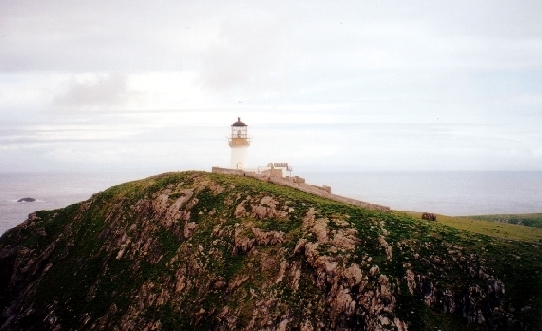
منارة جزر فلانان

وكان أول سجل أن شيئا ما غير طبيعي في جزر فلانان في 15 ديسمبر 1900 عندما لاحظت باخرة أرستور، على ممر من فيلادلفيا إلى ليث، في سجلها أن الضوء لم يكن يعمل في ظل سوء الأحوال الجوية. عندما رست السفينة في ليث في 18 ديسمبر 1900، تم تمرير الرؤية إلى مجلس المنارة الشمالية. ولم تتمكن سفينة الإغاثة، وهي عطاء المنارة هسبروس، من الإبحار من بريسكليت، لويس، كما كان مقررا في 20 ديسمبر بسبب سوء الأحوال الجوية؛ ولم تصل الجزيرة حتى ظهر يوم 26 ديسمبر. كان المنارة يشغلها ثلاثة رجال: جيمس دوكات، توماس مارشال، ودونالد مكارثر، مع رجل رابع متناوب يقضي وقته على الشاطئ.
وعند الوصول، وجد الطاقم وحافظ الإغاثة أن السارية لم يكن لديها علم، وأن جميع صناديق الإمداد المعتادة قد تركت في منصة الهبوط لإعادة التخزين، والأدهى من ذلك، أنه لم يكن هناك أي من حراس المنارة للترحيب بهم على الشاطئ. حاول جيم هارفي، قبطان هسبروس، ان يصلهم عن طريق اطلاق صافرة السفينة وإطلاق توهج، لكنه لم ينجح.
في إيلين مور، قام الرجال بتمشيط كل زاوية من الجزيرة بحثاً عن أدلة لمصير الحراس. وجدوا أن كل شيء كان سليماً عند الإنزال الشرقي لكن الرسو الغربي قدم دليلاً كبيراً على الضرر الذي سببته العواصف الأخيرة. وقد كسر صندوق على ارتفاع 33 مترا (108 أقدام) فوق مستوى سطح البحر وتناثرت محتوياته؛ كانت السور الحديدية منحنية، والسكك الحديدية بجانب الطريق كانت قد انتزعت من خرسانها، وصخرة تزن أكثر من طن قد أزيحت.